# Shitanjing
Shitanjing är en ort i Kina. Den ligger i den autonoma regionen Ningxia, i den nordvästra delen av landet, omkring 86 kilometer norr om regionhuvudstaden Yinchuan. Antalet invånare är 78 765.
Runt Shitanjing är det tätbefolkat, med 356 invånare per kvadratkilometer. Det finns inga andra samhällen i närheten. Omgivningarna runt Shitanjing är i huvudsak ett öppet busklandskap.
Genomsnittlig årsnederbörd är 258 millimeter. Den regnigaste månaden är juli, med i genomsnitt 63 mm nederbörd, och den torraste är januari, med 1 mm nederbörd.